# Gräte

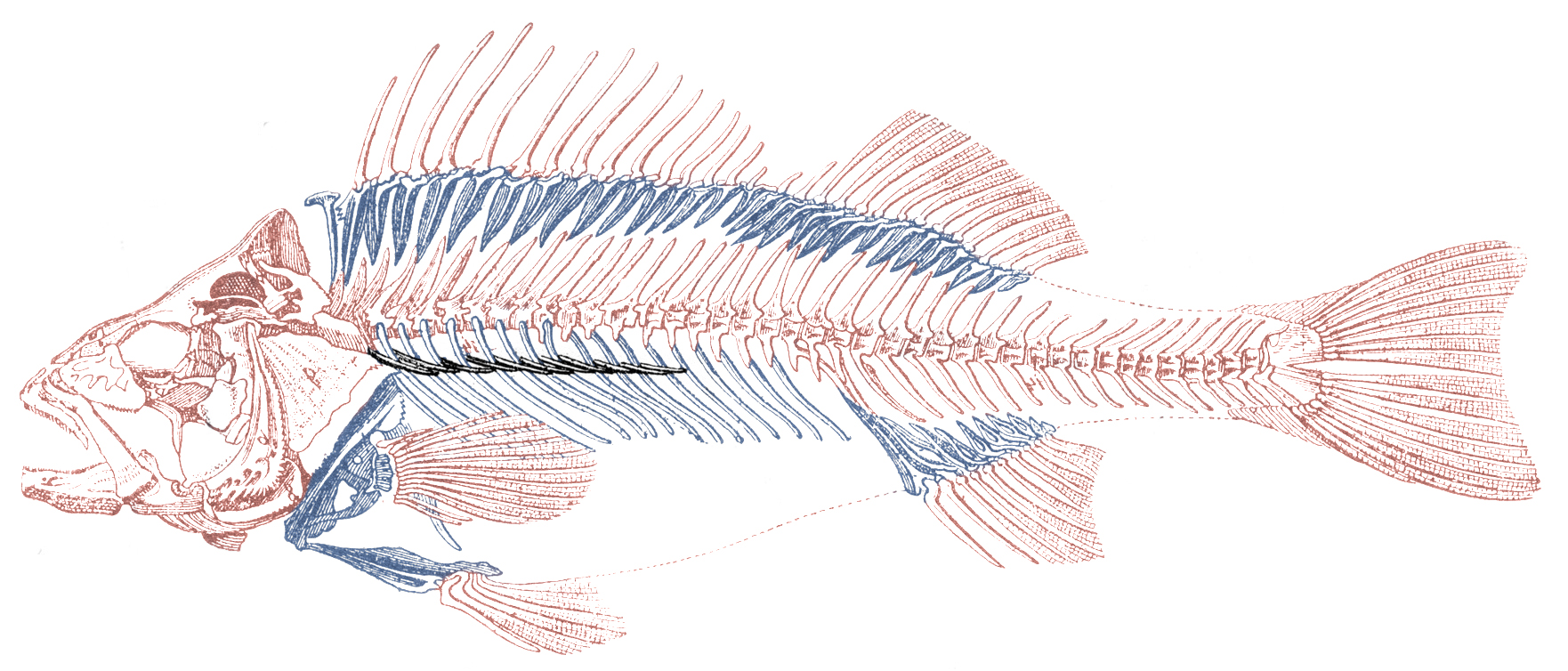
Gräten eines Barsches
Blau: Rippen und Flossenstrahlträger
Schwarz: eigentliche Gräten

Als Gräten bezeichnet man knöcherne, zartere Teile des Skeletts von Knochenfischen wie Rippen und Flossenstrahlen, besonders aber die Bindegewebsverknöcherungen, die quer nach hinten geneigt zu den Rippen zwischen den Muskelsegmenten liegen und keinen Kontakt zur Wirbelsäule haben.
Zoologisch werden nur diese Bindegewebsverknöcherungen als Gräten bezeichnet. Rezent kommen sie nur den Teleostei zu (aber nicht allen: z. B. sind Aal und Seeteufel grätenlos). Es gibt mehrere Serien (Epineuralia, Epicentralia, Epipleuralia und Myorhabdoi), deren Abgrenzung – selbst zu den Rippen – aber noch unsicher ist. Die Gräten dienen der Stützung der Rumpfmuskulatur, ohne ihre Beweglichkeit zu hemmen. Die Epineuralgräten sind z. B. bei Cypriniden oft „ärgerlich“ (sie können büschelig verzweigt sein!), aber auch die Epipleuralia können längs oder quer geteilt sein. Die Gräten sind in ihrer Vielfalt z. Z. Gegenstand der Forschung.
Beim Speisefisch werden Gräten und Rippen vor dem Essen entfernt. Verschluckte Gräten sind in den meisten Fällen ungefährlich. Durch die schmale, spitz zulaufende Form besteht allerdings die Möglichkeit, dass sie sich in der Speise- oder Luftröhre verfangen. Die Gräte muss dann durch einen Arzt entfernt werden.